# Аеропорт Цюрих (станція)
47°27′01″ пн. ш. 8°33′45″ сх. д. / 47.450382° пн. ш. 8.562367° сх. д.
Аеропорт Цюрих (нім. Bahnhof Zürich Flughafen) — залізнична станція, що обслуговує аеропорт Цюриха у Швейцарії.
Станція розташована під будівлею Аеропорт-Центр, головним наземним пасажирським аервокзалом, який знаходиться у муніципалітеті Клотен, кантон Цюрих.

## Історія
По відкриттю аеропорту Цюрих в 1948 році, найближчою залізницею була одноколійна лінія Цюрих-Ерлікон — Ефретікон, що утворювала петлю від залізниці Цюрих — Вінтертур.
Ця лінія проходила через станції Клотен-Бальсберг і Клотен, що знаходяться відповідно за 1,5 км та 2,1 км від терміналу аеропорту.
В 1980 році для покращення доступу до аеропорту була побудована залізниця Ерлікон — Ефретікон.
Нову лінію прокладено під терміналом аеропорту та відкрито залізничну станцію аеропорту.
Спочатку станцію планувалося обслуговувати лише міжміськими поїздами, але тепер її обслуговують також і приміські потяги.

Стара залізниця з Ерлікона через Клотен-Бальсберг і Клотен до Бассерсдорфа була збережена, і використовується приміськими поїздами, що не заходять в аеропорт, і вантажними поїздами.
Дистанція від Бассерсдорфа до Ефретікону також була збережена. Інші приміські поїзди використовують залізницю через Дітлікон.

## Планування та приміщення
Станція розташована на залізниці між Ерліконом і Ефретіконом, яка є одним із відгалужень магістралі Цюрих — Вінтертур.
Станція, повністю підземна, має дві острівні платформи (кожна довжиною 400 м) та чотири колії.
Ескалаторами та ліфтами платформи сполучені з будівлею Аеропорт-Центр, де є каси вокзалу.
Аеропорт-Центр також містить кілька поверхів роздрібної торгівлі та громадського харчування, а також доступ, через реєстрацію та охорону, до Аїрсаїд-Центр та залів очікування.

Термінальний комплекс аеропорту також має у своєму складі автовокзал, що обслуговує регіональні автобусні лінії, і станцію Глаттальбану, що обслуговують трамвайні маршрути Цюриха 10 і 12. Вихід до них через Аеропорт-Центр.

## Послуги
Станція обслуговує приблизно 300 поїздів на день: EuroCity (EC), InterCity (IC) та InterRegio (IR) та Цюрихський S-Bahn на лініях S2, S16 та S24. Більшість потягів прямують до станції Цюрих-Головний, з інтервалом приблизно 13 поїздів на годину, час в дорозі: від 9 до 13 хвилин.

Станція аеропорту також сполучена зі станцією Констанц, що знаходиться у Німеччині, щогодиннім поїздом Swiss InterRegio. Кілька щоденних поїздів EuroCity курсують через станцію «Аеропорт Цюрих» маршрутом зі станції «Цюрих-Головний» до Брегенца в Австрії та декількох німецьких міст аж до Мюнхена.